# Codex Vindobonensis 1

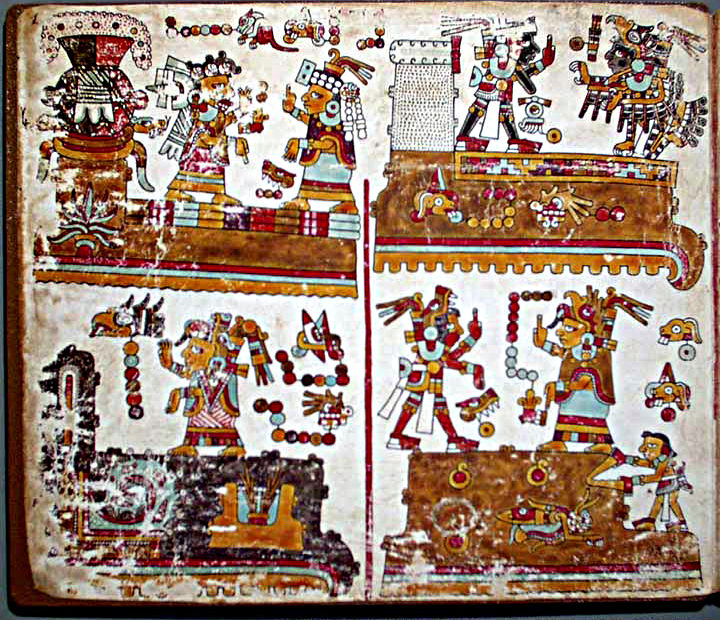
Première page du codex Vindobonensis 1.

Le codex Vindobonesis 1 est un codex mésoaméricain mixtèque préhispanique.

## Histoire
Ce codex a pu être élaboré vers le début du XVIe siècle, probablement à l'ouest d'Oaxaca de Juárez vers Tilantongo ou Santiago Apoala.

## Nom
Son nom vient du nom latin de la ville de Vienne (« Vindobona »), où il est conservé à la bibliothèque nationale d’Autriche depuis la fin du XVIIe siècle (aux alentours de 1677).
Il a également été désigné sous les noms de codex Vindobonensis Mexicanus 1, codex de Vienne, codex Hieroglyphicorum Indiae Meridionalis, Codex Clément, codex Léopold, codex Kreichgauer, codex Yuta Tnoho (codex Santiago Apoala) ou encore annales de Tepexic.